# Black Reel Award
Der Black Reel Award oder „Bolt“ (nach der Blitzform der Preisstatuette) ist ein Filmpreis, der seit dem Jahr 2000 an Personen afroamerikanischer Herkunft in Washington, D.C. verliehen wird.
Ins Leben gerufen wurde der Preis von der Foundation for the Advancement of African-Americans in Film (FAAAF) unter der Führung von Tim Gordon und Sabrina McNeal. Gewürdigt werden Leistungen vor und hinter der Kamera in Kinofilmen, Fernsehproduktionen, Dokumentationen, Kurzfilmen und Independent-Filmen. Es werden Preise in verschiedenen Kategorien vergeben.
Im Jahr 2009 fand die Preisverleihung nicht statt.

## Preisträger

### 2000–2017: Nennung des preistragenden Films
(Quelle: Black Reel Awards)
| 2000 | 1st Annual Black Reel Awards  | 16. Februar 2000  |
| ---- | ----------------------------- | ----------------- |
| Film | The Hurricane                 |                   |
| […]  |                               |                   |
|      |                               |                   |
| 2001 | Annual Black Reel Awards      | 12. Februar 2001  |
| Film | Love & Basketball             |                   |
| […]  |                               |                   |
|      |                               |                   |
| 2002 | 3rd Annual Black Reel Awards  | 21. April 2002    |
| Film | Training Day                  |                   |
| […]  |                               |                   |
|      |                               |                   |
| 2003 | 4th Annual Black Reel Awards  | 2. März 2003      |
| Film | Antwone Fisher                |                   |
| […]  |                               |                   |
|      |                               |                   |
| 2004 | 5th Annual Black Reel Awards  | 22. Februar 2004  |
| Film | Out of Time                   |                   |
| […]  |                               |                   |
|      |                               |                   |
| 2005 | 6th Annual Black Reel Awards  | 19. Februar 2005  |
| Film | Ray                           |                   |
| […]  |                               |                   |
|      |                               |                   |
| 2006 | 7th Annual Black Reel Awards  | 18. Februar 2006  |
| Film | Crash                         |                   |
| […]  |                               |                   |
|      |                               |                   |
| 2007 | 8th Annual Black Reel Awards  | 7. Februar 2007   |
| Film | Dreamgirls                    |                   |
| […]  |                               |                   |
|      |                               |                   |
| 2008 | 9th Annual Black Reel Awards  | 14. Dezember 2008 |
| Film | Cadillac Records              |                   |
| […]  |                               |                   |
|      |                               |                   |
| 2010 | 10th Annual Black Reel Awards | 12. Februar 2010  |
| Film | Precious                      |                   |
| […]  |                               |                   |
|      |                               |                   |
| 2011 | 11th Annual Black Reel Awards | 10. Februar 2011  |
| Film | Night Catches Us              |                   |
| […]  |                               |                   |
|      |                               |                   |
| 2012 | 12th Annual Black Reel Awards | 9. Februar 2012   |
| Film | The Help                      |                   |
| […]  |                               |                   |
|      |                               |                   |
| 2013 | 13th Annual Black Reel Awards | 7. Februar 2013   |
| Film | Beasts of the Southern Wild   |                   |
| […]  |                               |                   |
|      |                               |                   |
| 2014 | 14th Annual Black Reel Awards | 13. Februar 2014  |
| Film | 12 Years a Slave              |                   |
| […]  |                               |                   |
|      |                               |                   |
| 2015 | 15th Annual Black Reel Awards | 19. Februar 2015  |
| Film | Selma                         |                   |
| […]  |                               |                   |
|      |                               |                   |
| 2016 | 16th Annual Black Reel Awards | 18. Februar 2016  |
| Film | Creed                         |                   |
| […]  |                               |                   |
|      |                               |                   |
| 2017 | 17th Annual Black Reel Awards | 16. Februar 2017  |
| Film | Moonlight                     |                   |
| […]  |                               |                   |

### Ab 2018: Nennung aller Preisträger
(Quelle: Black Reel Awards)
| 2018                 | 18th Annual Black Reel Awards | 23. Februar 2018               |
| -------------------- | ----------------------------- | ------------------------------ |
| Film                 | Get Out                       |                                |
| Regisseur            | Jordan Peele                  | Get Out                        |
| männliche Hauptrolle | Daniel Kaluuya                | Get Out                        |
| weibliche Hauptrolle | Natalie Paul                  | Crown Heights                  |
| männliche Nebenrolle | Jason Mitchell                | Mudbound                       |
| weibliche Nebenrolle | Tiffany Haddish               | Girls Trip                     |
|                      |                               |                                |
| 2019                 | 19th Annual Black Reel Awards | 7. Februar 2019                |
| Film                 | Black Panther                 |                                |
| Regisseur            | Ryan Coogler                  | Black Panther                  |
| männliche Hauptrolle | Chadwick Boseman              | Black Panther                  |
| weibliche Hauptrolle | KiKi Layne                    | If Beale Street Could Talk     |
| männliche Nebenrolle | Michael B. Jordan             | Black Panther                  |
| weibliche Nebenrolle | Regina King                   | If Beale Street Could Talk     |
|                      |                               |                                |
| 2020                 | 20th Annual Black Reel Awards | 6. Februar 2020                |
| Film                 | Dolemite Is My Name           |                                |
| Regisseur            | Jordan Peele                  | Us                             |
| männliche Hauptrolle | Eddie Murphy                  | Dolemite Is My Name            |
| weibliche Hauptrolle | Lupita Nyong’o                | Us                             |
| männliche Nebenrolle | Wesley Snipes                 | Dolemite Is My Name            |
| weibliche Nebenrolle | Da’Vine Joy Randolph          | Dolemite Is My Name            |
|                      |                               |                                |
| 2021                 | 21st Annual Black Reel Awards | 11. April 2021                 |
| Film                 | Judas and the Black Messiah   |                                |
| Regisseur            | Regina King                   | One Night in Miami             |
| männliche Hauptrolle | Chadwick Boseman              | Ma Rainey’s Black Bottom       |
| weibliche Hauptrolle | Viola Davis                   | Ma Rainey’s Black Bottom       |
| männliche Nebenrolle | Daniel Kaluuya                | Judas and the Black Messiah    |
| weibliche Nebenrolle | Dominique Fishback            | Judas and the Black Messiah    |
|                      |                               |                                |
| 2022                 | 22nd Annual Black Reel Awards | 28. Februar 2022               |
| Film                 | King Richard                  |                                |
| Regisseur            | Jeymes Samuel                 | The Harder They Fall           |
| männliche Hauptrolle | Will Smith                    | King Richard                   |
| weibliche Hauptrolle | Tessa Thompson                | Passing                        |
| männliche Nebenrolle | Colman Domingo                | Zola                           |
| weibliche Nebenrolle | Aunjanue Ellis                | King Richard                   |
|                      |                               |                                |
| 2023                 | 23rd Annual Black Reel Awards | 6. Februar 2023                |
| Film                 | The Woman King                |                                |
| Regisseur            | Gina Prince-Bythewood         | The Woman King                 |
| männliche Hauptrolle | Jeremy Pope                   | The Inspection                 |
| weibliche Hauptrolle | Danielle Deadwyler            | Till                           |
| männliche Nebenrolle | Brian Tyree Henry             | Causeway                       |
| weibliche Nebenrolle | Angela Bassett                | Black Panther: Wakanda Forever |
|                      |                               |                                |
| 2024                 | 24th Annual Black Reel Awards | 16. Januar 2024                |
| Film                 | American Fiction              |                                |
| Regisseur            | Cord Jefferson                | American Fiction               |
| Hauptdarsteller      | Jeffrey Wright                | American Fiction               |
| Nebenrolle           | Danielle Brooks               | The Color Purple               |
| Drehbuch             | American Fiction              |                                |
| Nachwuchspreis       | Fantasia Barrino              | The Color Purple               |